# 锦带花属
锦带花属（学名：Weigela）是忍冬科下的一个属，为落叶灌木植物。该属共有约10余种，分布于东亚。